# Текпатан (муниципалитет)
Текпатан (исп. Tecpatán) — муниципалитет в Мексике, штат Чьяпас, с административным центром в одноимённом посёлке. Численность населения, по данным переписи 2020 года, составила 21 426 человек.

## Общие сведения
Название Tecpatán с языка науатль можно перевести как — кремниевое месторождение.
Площадь муниципалитета равна 521,7 км², что составляет 0,7 % от площади штата, а наиболее высоко расположенное поселение Эль-Суспиро, находится на высоте 835 метров.
Он граничит с другими муниципалитетами Чьяпаса: на севере с Остуаканом и Франсиско-Леоном, на востоке с Копайналой, на юге с Берриосабалем и Окосокоаутла-де-Эспиносой, на западе с Мескалапой.

## Учреждение и состав
Муниципалитет был образован в 1961 году.
В ноябре 2011 года от него был отделён муниципалитет Мескалапа.
По данным 2020 года в его состав входит 197 населённых пунктов, самые крупные из которых:
| Код INEGI                  | Населённый пункт                                                                           | Численность населения (2005 год) | Численность населения (2010 год) | Численность населения (2020 год) |
| -------------------------- | ------------------------------------------------------------------------------------------ | -------------------------------- | -------------------------------- | -------------------------------- |
| 092                        | Всего                                                                                      | 37543                            | 41045                            | 21426                            |
| 0001                       | Текпатан (исп. Tecpatán) 17°08′13″ с. ш. 93°18′41″ з. д. (административный центр)          | 3870                             | 4530                             | 4950                             |
| 0020                       | Луис-Эспиноса (исп. Luis Espinosa) 17°08′59″ с. ш. 93°25′26″ з. д.                         | 1522                             | 1727                             | 1773                             |
| 0014                       | Франсиско-Мадеро (исп. Francisco I. Madero) 17°12′46″ с. ш. 93°23′22″ з. д.                | 1069                             | 1398                             | 1461                             |
| 0158                       | Нуэво-Наранхо (исп. Nuevo Naranjo) 17°09′13″ с. ш. 93°25′49″ з. д.                         | 1126                             | 1119                             | 1011                             |
| 0022                       | Мигель-Идальго-и-Костилья (исп. Miguel Hidalgo y Costilla) 17°16′06″ с. ш. 93°26′55″ з. д. | 806                              | 837                              | 888                              |
| 0011                       | Эмилиано-Сапата (исп. Emiliano Zapata) 17°13′04″ с. ш. 93°20′31″ з. д.                     | 729                              | 884                              | 800                              |
| 0003                       | Адольфо-Руис-Кортинес (исп. Adolfo Ruiz Cortines) 17°17′44″ с. ш. 93°23′33″ з. д.          | 521                              | 590                              | 674                              |
| 0096                       | Эль-Порвенир (исп. El Porvenir) 17°10′55″ с. ш. 93°23′35″ з. д.                            | 496                              | 549                              | 668                              |
| —                          | Прочие                                                                                     | 27404                            | 29411                            | 9201                             |
| Названия на карте Генштаба |                                                                                            |                                  |                                  |                                  |

## Экономическая деятельность
По статистическим данным 2000 года, работоспособное население занято по секторам экономики в следующих пропорциях:
- сельское хозяйство, скотоводство и рыбная ловля — 58,5 %;
- промышленность и строительство — 14,3 %;
- торговля, сферы услуг и туризма — 25,5 %;
- безработные — 1,7 %.

## Инфраструктура
По статистическим данным 2020 года, инфраструктура развита следующим образом:
- электрификация: 95,9 %;
- водоснабжение: 82,6 %;
- водоотведение: 95,6 %.

## Туризм
В муниципалитете можно побывать: в историческом памятнике — монастыре Святого Доминго; на руинах церкви, построенной в XVI веке; на горячих серных источниках; в парке-музее скульптур ольмеков Ла-Виктория; и на плотине Мальпасо.